# Disastro di Balvano
Il disastro di Balvano è un incidente ferroviario avvenuto il 3 marzo 1944 nella galleria "Delle Armi", nei pressi della stazione di Balvano-Ricigliano, in provincia di Potenza, lungo la ferrovia Battipaglia-Metaponto. Il treno merci 8017, che trasportava abusivamente numerose persone, si fermò all'interno del tunnel e non riuscì a proseguire in quanto troppo pesante per la pendenza della linea. I tentativi falliti di smuovere il mezzo messi in atto dalle due locomotive produssero elevate quantità di gas di scarico tossici che provocarono il decesso di oltre 500 persone.
Secondo i dati forniti dal Consiglio dei ministri, la tragedia provocò 517 morti; secondo altri le vittime sarebbero di più, forse più di 600. Alcuni sopravvissuti, 90 in totale, riportarono danni permanenti. La tragedia, avvenuta poco più di un anno prima della fine della seconda guerra mondiale, venne censurata dalle forze alleate; solo nel dopoguerra furono eseguite indagini più accurate, ma restarono parecchi interrogativi a causa dell'irreperibilità di alcune documentazioni. Il disastro di Balvano è il più grave incidente ferroviario per numero di vittime accaduto in Italia e uno dei più gravi disastri ferroviari della storia.

## Storia
Un mese prima dei fatti, in una galleria sulla tratta Baragiano-Tito, successiva nella direzione verso Potenza a quella in cui avrebbe avuto luogo la tragedia, con pendenze superiori al 22‰, un treno dell'autorità militare statunitense aveva subito un incidente simile: il personale era rimasto intossicato dai gas di scarico prodotto dal carbone di scarsa qualità. Il macchinista Vincenzo Abbate era svenuto ed era rimasto schiacciato tra la motrice e il tender.
Nel primo pomeriggio della giornata di giovedì 2 marzo 1944 il treno merci 8017 partì da Napoli per Potenza, trainato da una locomotiva E.626, che alla stazione di Salerno venne sostituita da due locomotive a vapore poste in testa al treno per poter percorrere il tratto successivo, che all'epoca non era elettrificato (e sarebbe stato dotato di trazione elettrica solo nel 1994). Il treno arrivò nella stazione di Battipaglia poco dopo le 18:00.

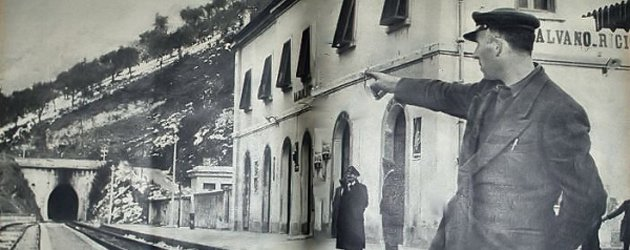
Stazione di Balvano-Ricigliano; la galleria "Delle Armi" si trova nella direzione indicata dal ferroviere in primo piano, a pochi chilometri di distanza

Alle 19:00 il treno 8017 ripartì da Battipaglia in direzione di Potenza. Le due locomotive erano la 476.058 e la 480.016, assegnate al deposito di Salerno. Il convoglio era composto da 47 carri merci e aveva la ragguardevole massa di 520 tonnellate.
In origine non erano nemmeno previste due locomotive; la 480.016 fu aggiunta in quanto era necessario spostarla da Battipaglia a Potenza per esigenze di servizio e si volle approfittare del fatto che la doppia trazione avrebbe reso più facile l'attraversamento del difficile valico tra Baragiano e Tito. Come tutte le locomotive a vapore dell'epoca, entrambe avevano la cabina aperta e richiedevano un equipaggio di due persone: un fuochista, che alimentava e controllava la caldaia a carbone, e un macchinista, che si occupava della condotta.
Sul treno salirono centinaia di persone, tra cui molte donne e alcuni ragazzi, provenienti soprattutto dai comuni tra Napoli e Salerno, stremati dalla guerra, che nei paesi di montagna lucani speravano di poter acquistare derrate alimentari in cambio di piccoli oggetti di consumo. Alla stazione di Eboli alcuni di questi passeggeri abusivi vennero fatti scendere, ma alle stazioni successive ne salirono ancora di più, fino ad arrivare a circa 600. Molti avevano acquistato un regolare biglietto valido sulla tratta, nonostante il treno fosse composto da soli carri merci. 
Verso mezzanotte il treno arrivò alla stazione di Balvano-Ricigliano, dove registrò 37 minuti di ritardo per le procedure di accudienza delle locomotive, per poi ripartire alle 0:50 di venerdì 3 marzo in direzione della stazione successiva, quella di Bella-Muro, alla quale sarebbe dovuto giungere circa venti minuti dopo, percorrendo un tratto caratterizzato da forti pendenze e numerose gallerie molto strette e poco aerate, tra le quali la galleria "Delle Armi", lunga 1968 metri e avente una pendenza media del 12,8‰. A causa di una serie di movimenti inconsulti e dello slittamento delle ruote, in quanto la grande pendenza impediva alle locomotive di movimentare agevolmente la grande massa del convoglio, a 800 metri dall'ingresso esso finì per fermarsi e cominciare a procedere in senso contrario.
La galleria presentava già una concentrazione significativa di monossido di carbonio a causa del passaggio, poco prima, di un'altra locomotiva. Gli sforzi delle locomotive svilupparono a loro volta grandi quantità di fumi di scarico contenenti zolfo e monossido di carbonio, che fecero perdere i sensi al personale di macchina. In poco tempo anche la maggioranza dei passeggeri, che in quel momento stava dormendo, venne asfissiata dai gas tossici, che non riuscivano a defluire dalla strettissima galleria.
L'unico membro del personale di bordo che sopravvisse fu Luigi Ronga, il fuochista della locomotiva 480; egli dichiarò che il macchinista suo compagno, Espedito Senatore, prima di svenire aveva tentato di manovrare per uscire dalla galleria all'indietro. Nella seconda macchina, la 476.058, invece, il macchinista Matteo Gigliano e il fuochista Rosario Barbaro interpretarono la retrocessione come una perdita di potenza e aumentarono la spinta. I due equipaggi non poterono comunicare per accordarsi sulla manovra da eseguire prima di essere sopraffatti dalle esalazioni; così le due locomotive agirono in modo opposto: la prima in spinta all'indietro e la seconda in trazione in avanti. Determinante in tale sequenza di eventi fu il fatto che la locomotiva 476 era di costruzione austriaca, quindi con la postazione di guida del macchinista situata sulla destra. A complicare ulteriormente la situazione, quando il treno iniziò a retrocedere, il frenatore del carro di coda, rimasto fuori dalla galleria, siccome il regolamento prevedeva l'attivazione del freno manuale in caso di arretramento, eseguì tale operazione, rendendo quindi del tutto impossibile un ulteriore movimento del mezzo.
Il capostazione di Balvano dette l'allarme solo alle 5:10, più di quattro ore dopo l'inizio degli eventi. I soccorsi arrivarono ancora più tardi e la situazione apparve subito molto grave, al punto da non poter rimuovere il convoglio a causa dei corpi riversi anche sotto le ruote.

## Analisi

### Le cause
Le cause della tragedia furono molteplici; a parte le fatali incomprensioni e l'assenza di comunicazione tra il personale, anche la mancata vigilanza delle autorità competenti contribuì al disastro, in quanto fu permesso di circolare con circa 600 persone a bordo ad un treno autorizzato al solo trasporto di merci. Per una serie di cause concorrenti, oltretutto, il treno era stato composto con due locomotive entrambe in testa, invece che con una in testa e una in coda funzionanti in trazione simmetrica, come tipicamente avveniva nei casi di doppia trazione. Essendo rimasti fuori dalla galleria gli ultimi due vagoni, con una locomotiva in testa e una in coda si sarebbe potuto quantomeno ridurre le esalazioni tossiche e limitare il bilancio delle vittime, che comunque fu aggravato soprattutto dal ritardo nei soccorsi.
La commissione d'inchiesta sulla tragedia non avvalorò la tesi della scarsa qualità del carbone fornito dal comando militare alleato, circolata con molta insistenza nei decenni in cui la trazione a vapore fu largamente utilizzata nelle ferrovie italiane. Va comunque sottolineato che si trattava di carbone di provenienza jugoslava, ricco di zolfo e ceneri, che possedeva un potere calorifico non eccelso, abbassando le prestazioni, e causava una produzione elevata di scorie e gas di scarico.

### Le responsabilità

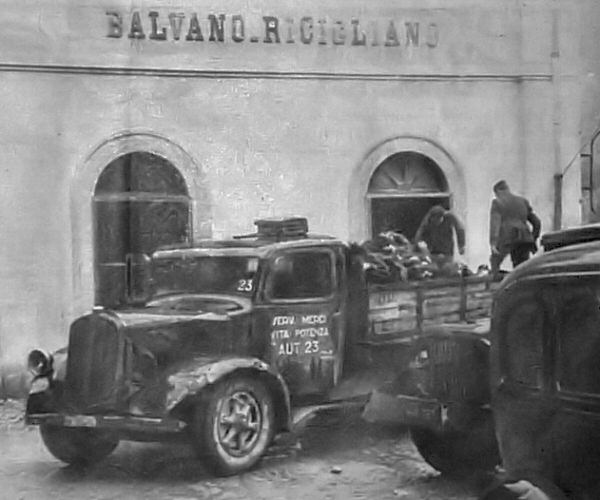
Le salme delle vittime vengono caricate sui camion alla stazione di Balvano

La commissione non emise alcuna indicazione di responsabili, nonostante si fossero evidenziate tante irregolarità (viaggiatori non autorizzati, eccessivo numero degli stessi, carbone di scarsa qualità, posizione delle due locomotive non consona, intervento errato del macchinista della 480, ecc).

La catastrofe all'epoca venne quindi attribuita principalmente a
Alcuni dei parenti delle vittime intentarono causa alle Ferrovie dello Stato, che declinarono ogni responsabilità, sostenendo che su quel treno non avrebbero dovuto trovarsi passeggeri. Per spegnere sul nascere una vertenza, i contenziosi giudiziari vennero sedati con l'erogazione di un indennizzo per vittime civili degli eventi bellici.
Fu decisiva al riguardo l'esibizione, da parte dei legali dei parenti, dei biglietti acquistati dalle vittime, circostanza già emersa nel corso dell'inchiesta amministrativa e generalmente insabbiata.

### Le vittime

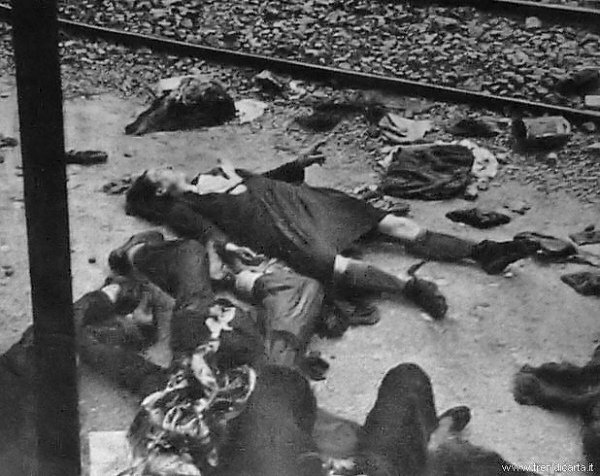
Vittime del disastro di Balvano ammassate accanto ai binari

Il bilancio della tragedia, secondo quanto affermato nei libri di Gianluca Barneschi, sulla base della documentazione riservata dell'indagine, fu di 626 morti, perlopiù provenienti dalla Campania. Molte vittime tra i passeggeri non furono riconosciute. I corpi vennero allineati sulla banchina della stazione di Balvano e poi sepolti senza funerali nel cimitero del paesino, in quattro fosse comuni. Gli agenti ferroviari furono sepolti a Salerno. Molti dei sopravvissuti riportarono lesioni psichiche e neurologiche permanenti.
Fonti diverse hanno riportato bilanci diversi:
- 626 vittime secondo il volume Balvano 1944 - Indagine su un disastro rimosso
- 402 persone, di cui 324 uomini e 78 donne sepolti nelle fosse comuni a Balvano
- 427 vittime secondo il processo[9]
- 500 vittime secondo i quotidiani La Stampa, Corriere della Sera e Il Giornale d'Italia
- 509 vittime, di cui 408 uomini e 101 donne, secondo la lapide del cimitero di Balvano e secondo il quotidiano La Gazzetta del Mezzogiorno
- 517 vittime totali, secondo il bilancio ufficiale del verbale del Consiglio dei ministri[10]
- 549 vittime, di cui 472 uomini e 77 donne, secondo il quindicinale potentino Il Gazzettino

Nel libro di Patrizia Reso Senza ritorno. Balvano '44, le vittime del treno della speranza si può trovare un elenco dei defunti suddivisi per località di provenienza:
- Agerola, 4 vittime
- Angri, 6 vittime
- Anzi, 2 vittime
- Aversa, 1 vittima
- Baragiano, 1 vittima
- Baronissi, 8 vittime
- Barano d'Ischia, 1 vittima
- Battipaglia, 3 vittime
- Benevento, 1 vittima
- Boscoreale, 14 vittime.
- Boscotrecase, 12 vittime
- Cariati, 1 vittima
- Cassino, 3 vittime
- Castellammare di Stabia, 27 vittime
- Cava de' Tirreni, 35 vittime
- Centola, 1 vittima
- Cercola, 1 vittima
- Curtarolo, fraz. Santa Maria di Non, 1 vittima
- Eboli, 1 vittima
- Ercolano, 2 vittime
- Gonnosfanadiga, 1 vittima
- Gragnano, 8 vittime
- Loreto, 1 vittima
- Maiori, 3 vittime
- Mariglianella, 1 vittima
- Marigliano, 1 vittima
- Massa Lubrense, 1 vittima
- Mignano, 1 vittima
- Minori, 1 vittima
- Modica, 1 vittima
- Muro Lucano, 11 vittime
- Napoli, 11 vittime
- Nocera Inferiore, 25 vittime
- Nocera Superiore, 4 vittime
- Pagani, 12 vittime
- Pellezzano, 2 vittime
- Picerno, 2 vittime
- Piedimonte Matese, 2 vittime
- Pimonte, 6 vittime
- Poggiomarino, 1 vittima
- Portici, 18 vittime
- Potenza, 1 vittima
- Resìna (attuale Ercolano), 80 vittime
- Ricigliano, 1 vittima
- Roccapiemonte, 1 vittima
- Salerno, 7 vittime
- Sant'Agnello, 1 vittima
- Sant'Egidio del Monte Albino, 14 vittime
- San Giorgio a Cremano, 3 vittime
- San Giovanni a Teduccio, 3 vittime
- San Sebastiano al Vesuvio, 1 vittima
- San Severino Rota (attuale Mercato San Severino), 4 vittime
- Sarno, 1 vittima
- Siano, 4 vittime
- Sorrento, 5 vittime
- Torre Annunziata, 10 vittime
- Torre del Greco, 28 vittime
- Torchiara, 1 vittima
- Tramonti, 1 vittima
- Vico Equense, 1 vittima
- Vietri sul Mare, 11 vittime

## Le misure successive
Per evitare che una tragedia del genere potesse ripetersi, vennero applicate restrizioni allo scopo di ridurre gli sforzi meccanici e le conseguenti emissioni di gas di scarico delle locomotive e di evitare l'accumulo di gas tossici nei tunnel. Per la tratta di interesse venne disposto un limite di 350 tonnellate per la massa dei convogli e, nei casi di doppia trazione, l'utilizzo di locomotori diesel-elettrici americani in testa e di locomotive a vapore italiane posizionate in coda con il fumaiolo rivolto dal lato opposto al convoglio. Il punto di applicazione di queste normative fu stabilito a Battipaglia, per evitare di dover cambiare la composizione dei convogli sulla linea montana.
In corrispondenza dell'uscita meridionale della galleria "Delle Armi" fu istituito un posto di guardia con un operatore che, ogni volta che un treno transitava nel tunnel, aveva il compito di avvertire telefonicamente la stazione di Balvano, in modo tale che venisse dato il segnale di via libera a eventuali altri treni in attesa, solo quando si riusciva a vedere nuovamente la luce proveniente dal lato opposto, segno che la galleria era stata liberata e che i gas di scarico erano stati dispersi.
Le disposizioni relative al materiale rotabile e alle operazioni da compiere per l'attraversamento della galleria rimasero in vigore fino al 1959, quando su questa linea vennero vietate le locomotive a vapore, sostituite dai rotabili diesel, mentre i limiti relativi alla massa dei convogli furono mantenuti per ben 50 anni, fino al 1994, quando tutta la linea Battipaglia-Metaponto venne elettrificata.

## Influenza culturale

### Cinema
- La scena del treno bloccato in galleria del film Tutti a casa (1960) di Luigi Comencini è un riferimento al disastro di Balvano.[11]
- Volevo solo vivere, treno 8017 l'ultima fermata è una pellicola del 2013 che narra la storia della tragedia, diretta da Antonino Miele e Vito Cesaro; nel cast Carlo Croccolo, Alfredo Li Bassi, Stefano Simondo e Ciro Petrone.

### Letteratura
- L'episodio è citato nel libro Gesù fate luce (1950) di Domenico Rea.
- Il disastro ha ispirato un giallo sociologico di Alessandro Perissinotto dal titolo Treno 8017, pubblicato nel 2003.
- Gianluca Barneschi ha raccontato il disastro nei libri Balvano 1944: Indagine su un disastro rimosso e Il disastro dimenticato. Treno 8017 Balvano 1944.
- ll disastro è raccontato nel romanzo La notte delle malombre di Manlio Castagna (2020, Mondadori).

### Musica
- La storia è stata ripresa nel 1996 dal cantautore country statunitense Terry Allen nella ballata Galleria dele Armi.[12]
- Nel 2020 il rapper Swelto, in collaborazione con Murubutu, ha pubblicato una canzone intitolata Treno 8017, che fa riferimento al disastro nel titolo e nella frase del testo "nubi come il carbone del treno 8017".[13]

## Commemorazioni

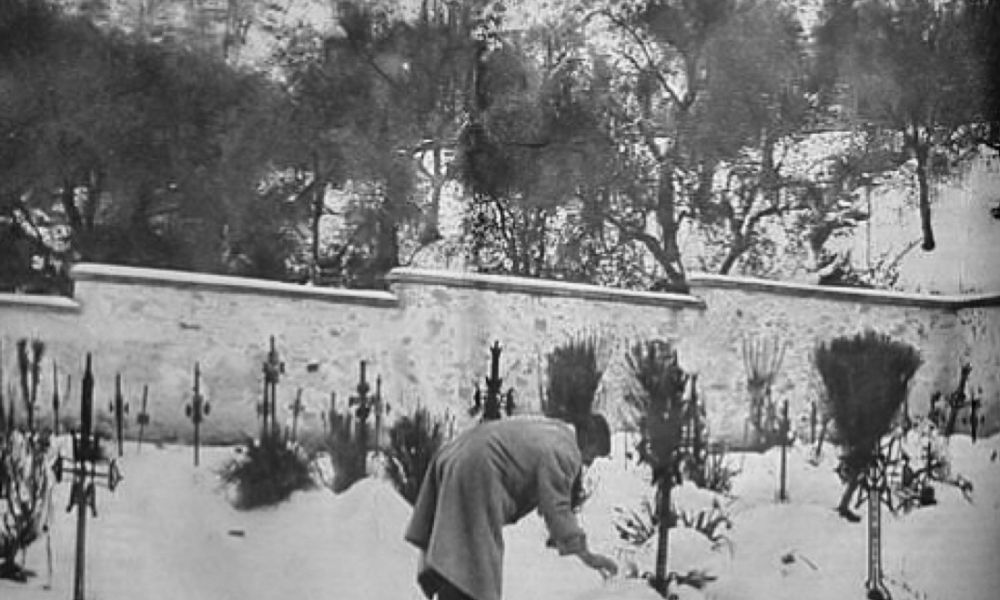
Fossa comune delle vittime del disastro di Balvano

- Il comune di Meta di Sorrento ha dedicato una lapide ai morti a Balvano che risiedevano nella costiera sorrentina.
- Il comune di Sant'Egidio del Monte Albino ha proclamato il 3 marzo Giorno della memoria cittadina e ha dedicato una lapide alle 14 vittime santegidiane.
- Nel 1972 Salvatore Avventurato, che aveva perso il padre ed un fratello sul treno 8017, fece costruire una cappella nel cimitero di Balvano per ricordare le vittime della tragedia.
- Il comune di Vietri sul Mare ha dedicato alla sciagura un pannello in ceramica.
- Nel 2017 Michelina Oliviero, che aveva perso nel disastro il nonno paterno Luigi Oliviero insieme a tre suoi nipoti (Pasquale Oliviero, Ciro e Filippo Nocerino), chiese di costruire una lapide in memoria dei morti provenienti da Ercolano. L’opera fu realizzata nel cimitero della città il 2 novembre dello stesso anno.
- Sempre nel 2017 l'allora vicepresidente della Camera Luigi Di Maio ha inaugurato una lapide commemorativa presso la stazione di Balvano.